# 岩槻 (さいたま市)
岩槻（いわつき）は、埼玉県さいたま市岩槻区の大字。郵便番号は339-0061。

## 地理
さいたま市岩槻区中部の大宮台地（岩槻支台）や、その周辺を流れる河川沿いの沖積平野に位置する。かつて岩槻駅一帯はほとんど大字岩槻であったが、住居表示実施により、地名が変更され、現在は岩槻駅から離れたエリアに大字岩槻が残っている（大字箕輪を囲むような形になっている）。岩槻駅の至近に2つの飛び地、北側の国道122号沿いに1つの飛び地が、元荒川沿いに比較的大きな飛び地（城北エリア）が1つある。城北エリアでは江川土地区画整理事業が行われている。

### 河川
- 元荒川
- 綾瀬川

## 歴史
もとは江戸期より存在した埼玉郡岩槻領に属する岩槻宿、古くは室町・戦国期より見出せる岩付であった。岩槻は岩月や岩築などとも記された。
- 初めは岩槻藩領で以降変遷なし[5]。なお、検地は1656年（明暦2年）に実施。
- 1871年（明治4年）
  - 7月14日 - 廃藩置県を迎え、岩槻県の管轄となる[7]。
  - 11月13日 - 第1次府県統合により埼玉県の管轄となる。
- 1873年（明治6年） - 岩槻宿の岩槻城址および士族屋敷部分が分離されて埼玉郡太田町が成立され、残余は岩槻町として成立する[5]（岩槻宿の城下九町である渋江町・田中町・久保宿町・市宿町・横町・新町・富士宿町・林道町・新曲輪町と、四新田の江川新田・掛新田・佐太夫新田・長左衛門新田のうち、城下九町部分および江川新田が合併して成立[5]。なお、四新田は他の文献では斎藤新田も加わり五新田とも。）。また、芳林寺を仮用して岩槻学校（現・さいたま市立岩槻小学校）が開設される[5]。
- 1879年（明治12年）3月17日 - 郡区町村編制法により成立した南埼玉郡に属す。郡役所は岩槻町に設置。
- 1889年（明治22年）4月1日 - 町村制施行に伴い、岩槻町・太田町が合併し、新たな岩槻町が発足。旧岩槻町は新しい岩槻町の大字岩槻となる[5]。大字岩槻に町役場を設置。
- 1954年（昭和29年）
  - 5月3日 - 南埼玉郡岩槻町・新和村・和土村・川通村・柏崎村・河合村・慈恩寺村の1町6村が合併し、岩槻町が改めて成立する[8]。
  - 7月1日 - 岩槻町が市制施行し、岩槻市となる[8]。岩槻市の大字となる。
- 1965年（昭和40年）12月1日 - 大字岩槻の一部から宮町一丁目・二丁目[9]、西町一丁目・二丁目・五丁目、愛宕町、日の出町、本町一丁目・三丁目・五丁目が成立[5]。
- 1966年（昭和41年）10月1日 - 大字岩槻の一部から仲町一丁目・二丁目、美幸町[9]、東町一丁目・二丁目[10]、日の出町[10]、西町[10]三丁目・四丁目、本町[10]二丁目・四丁目が成立[5]。
- 1985年（昭和60年）7月10日 - 大字岩槻の一部が大宮市に編入され、同市宮ヶ谷塔一丁目 - 四丁目の一部となる[11]。
- 1988年（昭和63年）1月30日 - 大字岩槻の一部が大宮市に編入され、同市深作四丁目・五丁目の一部となる[11]。
- 2000年（平成12年） - 住居表示実施に伴い、大字岩槻などから西原、西原台一丁目・二丁目が成立。
- 2005年（平成17年）4月1日 - 岩槻市がさいたま市に編入合併され、さいたま市岩槻区の大字となる。
- 2020年（令和2年）7月7日 - 城南一丁目2番3号にあった岩槻消防署が地内に移転する。

## 世帯数と人口
2017年（平成29年）10月1日時点の世帯数と人口は、以下のとおりである。
| 大字     | 世帯数    | 人口    |
| -------- | --------- | ------- |
| 大字岩槻 | 1,866世帯 | 4,924人 |

## 小・中学校の学区
市立小・中学校に通う場合、学区（校区）は以下のとおりとなる。
| 区域                                                                                                 | 小学校                 | 中学校                 |
| --- | ---------------------- | ---------------------- |
| 3536 - 3834、5051 - 5094、5191 - 5204 5208 - 5242、5245 - 5258、5319 - 5326                          | さいたま市立河合小学校 | さいたま市立西原中学校 |
| 346-1 - 353、5175 - 5190、5205 - 5207 5243 - 5244、5259 - 5318、5327 - 5435 5484 - 5616、7791 - 7792 | さいたま市立河合小学校 | さいたま市立城北中学校 |
| 445-1 - 1527、5113 - 5174、5436-1 - 5483 6209-1 - 6951-1、7797 - 7986                                | さいたま市立城北小学校 | さいたま市立城北中学校 |
| 3168 - 3519-5、3836 - 5050、5095 - 5112                                                              | さいたま市立西原小学校 | さいたま市立西原中学校 |

## 交通

### 鉄道
地内に鉄道路線は通っていない。最寄り駅は地点によって異なり、東武野田線（東武アーバンパークライン）の岩槻駅、または同東岩槻駅である。

### 道路
- 東北自動車道
- 国道122号
  - 蓮田岩槻バイパス

## 施設
- 岩槻警察署
- 岩槻消防署
- さいたま市立西原中学校
- さいたま市立城北小学校
- 県営岩槻西原団地
- 江川第一公園
- 江川第二公園
- 江川第四公園
- 緑ヶ丘公園